# Begoña Vía-Dufresne
Begoña Vía-Dufresne, född den 13 februari 1971 i Barcelona, är en spansk seglare.
Hon tog OS-guld i 470 i samband med de olympiska seglingstävlingarna 1996 i Atlanta.